# Убийство Хуршеды Султоновой
Убийство восьмилетней таджикской девочки Хурше́ды Султо́новой было совершено в Санкт-Петербурге 9 февраля 2004 года российскими неонацистами — членами экстремистской группировки «Боевая террористическая организация», которой руководил Дмитрий Боровиков. Преступление вызвало глубокий общественный резонанс. Вся история получила в СМИ название «Убийство таджикской девочки».

## Убийство
Хуршеда Султонова родилась в Душанбе 13 сентября 1995 года. Она проживала с семьей в центре Санкт-Петербурга, в переулке Бойцова, недалеко от Юсуповского сада.
9 февраля 2004 года она возвращалась вместе с отцом, Юсуфом Султоновым, и двоюродным братом Алабиром с катка́ в Юсуповском саду. Около 9 часов вечера, когда они уже подходили к дому, сзади на них напали подростки. Догнав Султонова, преступники свалили его с ног и стали избивать. Алабир сумел спрятаться под машину, а Хуршеда с криками бросилась бежать к дому. Преступники догнали её и нанесли 11 ножевых ранений, от которых девочка скончалась. Во время нападения жители двора, в котором подростки убивали Хуршеду Султонову, слышали крики «Вон из России!», «Бей чёрных!». Юсуф Султонов и его племянник Алабир произнесение лозунгов подтвердили.
Убийство Хуршеды Султоновой вызвало широкий резонанс, а тогдашний губернатор Санкт-Петербурга Валентина Матвиенко взяла раскрытие убийства под особый контроль.

## Судебное разбирательство
Весной 2005 года по подозрению в причастности к нападению были арестованы восемь подростков — жителей микрорайона, где произошло нападение. Обвинение в убийстве по мотиву национальной вражды было предъявлено лишь одному из них, ученику спецшколы для трудных подростков, который на момент совершения преступления достиг 14-летия. Остальных обвинили в хулиганстве.
В марте 2006 года коллегия присяжных заседателей городского суда Санкт-Петербурга оправдала обвинявшегося в убийстве за недоказанностью, одновременно признав его и ещё шестерых подростков виновными в хулиганстве. Восьмой обвиняемый был оправдан. По приговору суда семеро подростков получили от 1,5 до 5,5 лет колонии. Это решение многими критиковалось.
Однако в мае 2006 года в Петербурге были арестованы члены экстремистской группировки «Боевая террористическая организация», которой руководил Дмитрий Боровиков (был убит при задержании). Арестованные признались следователям, что именно они убили Хуршеду Султонову.
В 2011 году 12 членов «Боевой террористической организации» были признаны судом присяжных виновными в совершении ряда убийств (в том числе и Хуршеды Султоновой), бандитизме, незаконном хранении оружия. Два члена банды — Алексей Воеводин и Артём Прохоренко — были приговорены к пожизненному лишению свободы, другие получили от 3 до 18 лет лишения свободы, несколько человек были приговорены к лишению свободы условно.